# NHL All-Star Team
All-Star Team NHL je ideální sestava sezóny severoamerické hokejové National Hockey League. Hráči do 1. a 2. nejlepší sestavy sezóny NHL jsou voleni reportéry ze Sdružení profesionálních hokejových novinářů.
Tradice vyhlašování All-Star Týmů vznikla v roce 1931, kdy bylo poprvé vyhlášeno 12 nejlepších hokejistů sezóny NHL, po dvou na každém postu, a k nim byli zvoleni i dva nejlepší trenéři a také nejlepší nováček. Nejlepší nováčci přestali být od roku 1936 vyhlašováni, protože pro nejlepší nováčky vznikla nová trofej Calder Memorial Trophy, ale trenéři přestali být vyhlašováni až v roce 1947.

## Seznam hráčů jmenovaných do All-Star Týmů NHL v letech 1930-40
| Sezóna  | První tým                                | První tým                            | Pozice | Druhý tým                                | Druhý tým                            |
| Sezóna  | Hráč                                     | Tým                                  | Pozice | Hráč                                     | Tým                                  |
| ------- | ---------------------------------------- | ------------------------------------ | ------ | ---------------------------------------- | ------------------------------------ |
| 1930–31 | Charlie Gardiner                         | Chicago Black Hawks                  | B      | Tiny Thompson                            | Boston Bruins                        |
| 1930–31 | Eddie Shore                              | Boston Bruins                        | O      | Sylvio Mantha                            | Montreal Canadiens                   |
| 1930–31 | King Clancy                              | Toronto Maple Leafs                  | O      | Ching Johnson                            | New York Rangers                     |
| 1930–31 | Aurel Joliat                             | Montreal Canadiens                   | LK     | Bun Cook                                 | New York Rangers                     |
| 1930–31 | Howie Morenz                             | Montreal Canadiens                   | C      | Frank Boucher                            | New York Rangers                     |
| 1930–31 | Bill Cook                                | New York Rangers                     | PK     | Dit Clapper                              | Boston Bruins                        |
| 1930–31 | Lester Patrick                           | New York Rangers                     | Trenér | Dick Irvin                               | Chicago Black Hawks                  |
| 1931–32 | Charlie Gardiner                         | Chicago Black Hawks                  | B      | Roy Worters                              | New York Americans                   |
| 1931–32 | Eddie Shore                              | Boston Bruins                        | O      | Sylvio Mantha                            | Montreal Canadiens                   |
| 1931–32 | Ching Johnson                            | New York Rangers                     | O      | King Clancy                              | Toronto Maple Leafs                  |
| 1931–32 | Busher Jackson                           | Toronto Maple Leafs                  | LK     | Aurel Joliat                             | Montreal Canadiens                   |
| 1931–32 | Howie Morenz                             | Montreal Canadiens                   | C      | Hooley Smith                             | Montreal Maroons                     |
| 1931–32 | Bill Cook                                | New York Rangers                     | PK     | Charlie Conacher                         | Toronto Maple Leafs                  |
| 1931–32 | Lester Patrick                           | New York Rangers                     | Trenér | Dick Irvin                               | Toronto Maple Leafs                  |
| 1932–33 | John Roach                               | Detroit Red Wings                    | B      | Charlie Gardiner                         | Chicago Black Hawks                  |
| 1932–33 | Eddie Shore                              | Boston Bruins                        | O      | King Clancy                              | Toronto Maple Leafs                  |
| 1932–33 | Ching Johnson                            | New York Rangers                     | O      | Lionel Conacher                          | Montreal Maroons                     |
| 1932–33 | Baldy Northcott                          | Montreal Maroons                     | LK     | Busher Jackson                           | Toronto Maple Leafs                  |
| 1932–33 | Frank Boucher                            | New York Rangers                     | C      | Howie Morenz                             | Montreal Canadiens                   |
| 1932–33 | Bill Cook                                | New York Rangers                     | PK     | Charlie Conacher                         | Toronto Maple Leafs                  |
| 1932–33 | Lester Patrick                           | New York Rangers                     | Trenér | Dick Irvin                               | Toronto Maple Leafs                  |
| 1933–34 | Charlie Gardiner                         | Chicago Black Hawks                  | B      | Roy Worters                              | New York Americans                   |
| 1933–34 | King Clancy                              | Toronto Maple Leafs                  | O      | Eddie Shore                              | Boston Bruins                        |
| 1933–34 | Lionel Conacher                          | Chicago Black Hawks                  | O      | Ching Johnson                            | New York Rangers                     |
| 1933–34 | Busher Jackson                           | Toronto Maple Leafs                  | LK     | Aurel Joliat                             | Montreal Canadiens                   |
| 1933–34 | Frank Boucher                            | New York Rangers                     | C      | Joe Primeau                              | Toronto Maple Leafs                  |
| 1933–34 | Charlie Conacher                         | Toronto Maple Leafs                  | PK     | Bill Cook                                | New York Rangers                     |
| 1933–34 | Lester Patrick                           | New York Rangers                     | Trenér | Dick Irvin                               | Toronto Maple Leafs                  |
| 1934–35 | Lorne Chabot                             | Chicago Black Hawks                  | B      | Tiny Thompson                            | Boston Bruins                        |
| 1934–35 | Eddie Shore                              | Boston Bruins                        | O      | Cy Wentworth                             | Montreal Maroons                     |
| 1934–35 | Earl Seibert                             | New York Rangers                     | O      | Art Coulter                              | Chicago Black Hawks                  |
| 1934–35 | Busher Jackson                           | Toronto Maple Leafs                  | LK     | Aurel Joliat                             | Montreal Canadiens                   |
| 1934–35 | Frank Boucher                            | New York Rangers                     | C      | Cooney Weiland                           | Detroit Red Wings                    |
| 1934–35 | Charlie Conacher                         | Toronto Maple Leafs                  | PK     | Dit Clapper                              | Boston Bruins                        |
| 1934–35 | Lester Patrick                           | New York Rangers                     | Trenér | Dick Irvin                               | Toronto Maple Leafs                  |
| 1935–36 | Tiny Thompson                            | Boston Bruins                        | B      | Wilf Cude                                | Montreal Canadiens                   |
| 1935–36 | Eddie Shore                              | Boston Bruins                        | O      | Earl Seibert                             | NY Rangers/Chicago                   |
| 1935–36 | Babe Siebert                             | Boston Bruins                        | O      | Ebbie Goodfellow                         | Detroit Red Wings                    |
| 1935–36 | Sweeney Schriner                         | New York Americans                   | LK     | Paul Thompson                            | Chicago Black Hawks                  |
| 1935–36 | Hooley Smith                             | Montreal Maroons                     | C      | Bill Thoms                               | Toronto Maple Leafs                  |
| 1935–36 | Charlie Conacher                         | Toronto Maple Leafs                  | PK     | Cecil Dillon                             | New York Rangers                     |
| 1935–36 | Lester Patrick                           | New York Rangers                     | Trenér | Thomas Gorman                            | Montreal Maroons                     |
| 1936–37 | Normie Smith                             | Detroit Red Wings                    | B      | Wilf Cude                                | Montreal Canadiens                   |
| 1936–37 | Babe Siebert                             | Montreal Canadiens                   | O      | Earl Seibert                             | Chicago Black Hawks                  |
| 1936–37 | Ebbie Goodfellow                         | Detroit Red Wings                    | O      | Lionel Conacher                          | Montreal Maroons                     |
| 1936–37 | Busher Jackson                           | Toronto Maple Leafs                  | LK     | Sweeney Schriner                         | New York Americans                   |
| 1936–37 | Marty Barry                              | Detroit Red Wings                    | C      | Art Chapman                              | New York Americans                   |
| 1936–37 | Larry Aurie                              | Detroit Red Wings                    | PK     | Cecil Dillon                             | New York Rangers                     |
| 1936–37 | John James Adams                         | Detroit Red Wings                    | Trenér | Cecil Hart                               | Montreal Canadiens                   |
| 1937–38 | Tiny Thompson                            | Boston Bruins                        | B      | Dave Kerr                                | New York Rangers                     |
| 1937–38 | Eddie Shore                              | Boston Bruins                        | O      | Art Coulter                              | New York Rangers                     |
| 1937–38 | Babe Siebert                             | Montreal Canadiens                   | O      | Earl Seibert                             | Chicago Black Hawks                  |
| 1937–38 | Paul Thompson                            | Chicago Black Hawks                  | LK     | Toe Blake                                | Montreal Canadiens                   |
| 1937–38 | Bill Cowley                              | Boston Bruins                        | C      | Syl Apps                                 | Toronto Maple Leafs                  |
| 1937–38 | Cecil Dillon & Gord Drillon (nerozhodně) | New York Rangers Toronto Maple Leafs | PK     | Cecil Dillon & Gord Drillon (nerozhodně) | New York Rangers Toronto Maple Leafs |
| 1937–38 | Lester Patrick                           | New York Rangers                     | Trenér | Art Ross                                 | Boston Bruins                        |
| 1938–39 | Frank Brimsek                            | Boston Bruins                        | B      | Earl Robertson                           | New York Americans                   |
| 1938–39 | Eddie Shore                              | Boston Bruins                        | O      | Earl Seibert                             | Chicago Black Hawks                  |
| 1938–39 | Dit Clapper                              | Boston Bruins                        | O      | Art Coulter                              | New York Rangers                     |
| 1938–39 | Toe Blake                                | Montreal Canadiens                   | LK     | Johnny Gottselig                         | Chicago Black Hawks                  |
| 1938–39 | Syl Apps                                 | Toronto Maple Leafs                  | C      | Neil Colville                            | New York Rangers                     |
| 1938–39 | Gord Drillon                             | Toronto Maple Leafs                  | PK     | Bobby Bauer                              | Boston Bruins                        |
| 1938–39 | Art Ross                                 | Boston Bruins                        | Trenér | Red Dutton                               | New York Americans                   |
| 1939–40 | Dave Kerr                                | New York Rangers                     | B      | Frank Brimsek                            | Boston Bruins                        |
| 1939–40 | Dit Clapper                              | Boston Bruins                        | O      | Art Coulter                              | New York Rangers                     |
| 1939–40 | Ebbie Goodfellow                         | Detroit Red Wings                    | O      | Earl Seibert                             | Chicago Black Hawks                  |
| 1939–40 | Toe Blake                                | Montreal Canadiens                   | LK     | Woody Dumart                             | Boston Bruins                        |
| 1939–40 | Milt Schmidt                             | Boston Bruins                        | C      | Neil Colville                            | New York Rangers                     |
| 1939–40 | Bryan Hextall                            | New York Rangers                     | PK     | Bobby Bauer                              | Boston Bruins                        |
| 1939–40 | Paul Thompson                            | Chicago Black Hawks                  | Trenér | Frank Boucher                            | New York Rangers                     |

## V letech 1940–1960

### 1. All-Star Team
| Ročník  | Brankáři       | Obránci                         | Útočníci                                       |
| ------- | -------------- | ------------------------------- | ---------------------------------------------- |
| 1940/41 | Turk Broda     | Dit Clapper • Wally Stanowski   | Sweeney Schriner • Bill Cowley • Bryan Hextall |
| 1941/42 | Frank Brimsek  | Earl Seibert • Tommy Anderson   | Lynn Patrick • Syl Apps • Bryan Hextall        |
| 1942/43 | Johnny Mowers  | Earl Seibert • Jack Stewart     | Doug Bentley • Bill Cowley • Lorne Carr        |
| 1943/44 | Bill Durnan    | Earl Seibert • Babe Pratt       | Doug Bentley • Bill Cowley • Lorne Carr        |
| 1944/45 | Bill Durnan    | Émile Bouchard • Bill Hollett   | Toe Blake • Elmer Lach • Maurice Richard       |
| 1945/46 | Bill Durnan    | Jack Crawford • Émile Bouchard  | Gaye Stewart • Max Bentley • Maurice Richard   |
| 1946/47 | Bill Durnan    | Kenny Reardon • Émile Bouchard  | Doug Bentley • Milt Schmidt • Maurice Richard  |
| 1947/48 | Turk Broda     | Bill Quackenbush • Jack Stewart | Ted Lindsay • Elmer Lach • Maurice Richard     |
| 1948/49 | Bill Durnan    | Bill Quackenbush • Jack Stewart | Roy Conacher • Sid Abel • Maurice Richard      |
| 1949/50 | Bill Durnan    | Gus Mortson • Kenny Reardon     | Ted Lindsay • Sid Abel • Maurice Richard       |
| 1950/51 | Terry Sawchuk  | Red Kelly • Bill Quackenbush    | Ted Lindsay • Milt Schmidt • Gordie Howe       |
| 1951/52 | Terry Sawchuk  | Red Kelly • Doug Harvey         | Ted Lindsay • Elmer Lach • Gordie Howe         |
| 1952/53 | Terry Sawchuk  | Red Kelly • Doug Harvey         | Ted Lindsay • Fleming Mackell • Gordie Howe    |
| 1953/54 | Harry Lumley   | Red Kelly • Doug Harvey         | Ted Lindsay • Ken Mosdell • Gordie Howe        |
| 1954/55 | Harry Lumley   | Doug Harvey • Red Kelly         | Sid Smith • Jean Béliveau • Maurice Richard    |
| 1955/56 | Jacques Plante | Doug Harvey • Bill Gadsby       | Ted Lindsay • Jean Beliveau • Maurice Richard  |
| 1956/57 | Glenn Hall     | Doug Harvey • Red Kelly         | Ted Lindsay • Jean Beliveau • Gordie Howe      |
| 1957/58 | Glenn Hall     | Doug Harvey • Bill Gadsby       | Dickie Moore • Henri Richard • Gordie Howe     |
| 1958/59 | Jacques Plante | Tom Johnson • Bill Gadsby       | Dickie Moore • Jean Béliveau • Andy Bathgate   |
| 1959/60 | Glenn Hall     | Doug Harvey • Marcel Pronovost  | Bobby Hull • Jean Béliveau • Gordie Howe       |

### 2. All-Star Team
| Ročník  | Brankáři       | Obránci                         | Útočníci                                             |
| ------- | -------------- | ------------------------------- | ---------------------------------------------------- |
| 1940/41 | Frank Brimsek  | Earl Seibert • Ehrhardt Heller  | Woody Dumart • Syl Apps • Bobby Bauer                |
| 1941/42 | Turk Broda     | Pat Egan • Bucko McDonald       | Sid Abel • Phil Watson • Gord Drillon                |
| 1942/43 | Frank Brimsek  | Jack Crawford • Bill Hollett    | Lynn Patrick • Syl Apps • Bryan Hextall              |
| 1943/44 | Paul Bibeault  | Émile Bouchard • Dit Clapper    | Herb Cain • Elmer Lach • Maurice Richard             |
| 1944/45 | Mike Karakas   | Glen Harmon • Babe Pratt        | Syd Howe • Bill Cowley • Bill Mosienko               |
| 1945/46 | Frank Brimsek  | Kenny Reardon • Jack Stewart    | Toe Blake • Elmer Lach • Bill Mosienko               |
| 1946/47 | Frank Brimsek  | Jack Stewart • Bill Quackenbush | Woody Dumart • Max Bentley • Bobby Bauer             |
| 1947/48 | Frank Brimsek  | Kenny Reardon • Neil Colville   | Gaye Stewart • Buddy O'Connor • Bud Poile            |
| 1948/49 | Chuck Rayner   | Glen Harmon • Kenny Reardon     | Ted Lindsay • Doug Bentley • Gordie Howe             |
| 1949/50 | Chuck Rayner   | Leo Reise • Red Kelly           | Tony Leswick • Ted Kennedy • Gordie Howe             |
| 1950/51 | Chuck Rayner   | Jimmy Thomson • Leo Reise       | Sid Smith • Sid Abel a Ted Kennedy • Maurice Richard |
| 1951/52 | Jim Henry      | Hy Buller • Jimmy Thomson       | Sid Smith • Milt Schmidt • Maurice Richard           |
| 1952/53 | Gerry McNeil   | Bill Quackenbush • Bill Gadsby  | Bert Olmstead • Alex Delvecchio • Maurice Richard    |
| 1953/54 | Terry Sawchuk  | Bill Gadsby • Tim Horton        | Ed Sandford • Ted Kennedy • Maurice Richard          |
| 1954/55 | Terry Sawchuk  | Bob Goldham • Fern Flaman       | Danny Lewicki • Ken Mosdell • Bernie Geoffrion       |
| 1955/56 | Glenn Hall     | Red Kelly • Tom Johnson         | Bert Olmstead • Tod Sloan • Gordie Howe              |
| 1956/57 | Jacques Plante | Fern Flaman • Bill Gadsby       | Real Chevrefils • Ed Litzenberger • Maurice Richard  |
| 1957/58 | Jacques Plante | Fern Flaman • Marcel Pronovost  | Camille Henry • Jean Béliveau • Andy Bathgate        |
| 1958/59 | Terry Sawchuk  | Marcel Pronovost • Doug Harvey  | Alex Delvecchio • Henri Richard • Gordie Howe        |
| 1959/60 | Jacques Plante | Allan Stanley • Pierre Pilote   | Dean Prentice • Bronco Horvath • Bernie Geoffrion    |

## V letech 1960–1980

### 1. All-Star Team
| Ročník  | Brankáři       | Obránci                            | Útočníci                                           |
| ------- | -------------- | ---------------------------------- | -------------------------------------------------- |
| 1960/61 | Johnny Bower   | Doug Harvey • Marcel Pronovost     | Frank Mahovlich • Jean Béliveau • Bernie Geoffrion |
| 1961/62 | Jacques Plante | Doug Harvey • Jean-Guy Talbot      | Bobby Hull • Stan Mikita • Andy Bathgate           |
| 1962/63 | Glenn Hall     | Pierre Pilote • Carl Brewer        | Frank Mahovlich • Stan Mikita • Gordie Howe        |
| 1963/64 | Glenn Hall     | Pierre Pilote • Tim Horton         | Bobby Hull • Stan Mikita • Kenny Wharram           |
| 1964/65 | Roger Crozier  | Pierre Pilote • Jacques Laperriere | Bobby Hull • Norm Ullman • Claude Provost          |
| 1965/66 | Glenn Hall     | Jacques Laperriere • Pierre Pilote | Bobby Hull • Stan Mikita • Gordie Howe             |
| 1966/67 | Ed Giacomin    | Pierre Pilote • Harry Howell       | Bobby Hull • Stan Mikita • Kenny Wharram           |
| 1967/68 | Gump Worsley   | Bobby Orr • Tim Horton             | Bobby Hull • Stan Mikita • Gordie Howe             |
| 1968/69 | Glenn Hall     | Bobby Orr • Tim Horton             | Bobby Hull • Phil Esposito • Gordie Howe           |
| 1969/70 | Tony Esposito  | Bobby Orr • Brad Park              | Bobby Hull • Phil Esposito • Gordie Howe           |
| 1970/71 | Ed Giacomin    | Bobby Orr • J. C. Tremblay         | Johnny Bucyk • Phil Esposito • Ken Hodge           |
| 1971/72 | Tony Esposito  | Bobby Orr • Brad Park              | Bobby Hull • Phil Esposito • Rod Gilbert           |
| 1972/73 | Ken Dryden     | Bobby Orr • Guy Lapointe           | Frank Mahovlich • Phil Esposito • Mickey Redmond   |
| 1973/74 | Bernie Parent  | Bobby Orr • Brad Park              | Rick Martin • Phil Esposito • Ken Hodge            |
| 1974/75 | Bernie Parent  | Bobby Orr • Denis Potvin           | Rick Martin • Bobby Clarke • Guy Lafleur           |
| 1975/76 | Ken Dryden     | Denis Potvin • Brad Park           | Bill Barber • Bobby Clarke • Guy Lafleur           |
| 1976/77 | Ken Dryden     | Larry Robinson • Börje Salming     | Steve Shutt • Marcel Dionne • Guy Lafleur          |
| 1977/78 | Ken Dryden     | Denis Potvin • Brad Park           | Clark Gillies • Bryan Trottier • Guy Lafleur       |
| 1978/79 | Ken Dryden     | Denis Potvin • Larry Robinson      | Clark Gillies • Bryan Trottier • Guy Lafleur       |
| 1979/80 | Tony Esposito  | Larry Robinson • Ray Bourque       | Charlie Simmer • Marcel Dionne • Guy Lafleur       |

### 2. All-Star Team
| Ročník  | Brankáři       | Obránci                          | Útočníci                                         |
| ------- | -------------- | -------------------------------- | ------------------------------------------------ |
| 1960/61 | Glenn Hall     | Allan Stanley • Pierre Pilote    | Dickie Moore • Henri Richard • Gordie Howe       |
| 1961/62 | Glenn Hall     | Carl Brewer • Pierre Pilote      | Frank Mahovlich • Dave Keon • Gordie Howe        |
| 1962/63 | Terry Sawchuk  | Tim Horton • Elmer Vasko         | Bobby Hull • Henri Richard • Andy Bathgate       |
| 1963/64 | Charlie Hodge  | Elmer Vasko • Jacques Laperrière | Frank Mahovlich • Jean Béliveau • Gordie Howe    |
| 1964/65 | Charlie Hodge  | Bill Gadsby • Carl Brewer        | Frank Mahovlich • Stan Mikita • Gordie Howe      |
| 1965/66 | Gump Worsley   | Allan Stanley • Pat Stapleton    | Frank Mahovlich • Jean Béliveau • Bobby Rousseau |
| 1966/67 | Glenn Hall     | Tim Horton • Bobby Orr           | Don Marshall • Norm Ullman • Gordie Howe         |
| 1967/68 | Ed Giacomin    | J. C. Tremblay • Jim Neilson     | Johnny Bucyk • Phil Esposito • Rod Gilbert       |
| 1968/69 | Ed Giacomin    | Ted Green • Ted Harris           | Frank Mahovlich • Jean Beliveau • Yvan Cournoyer |
| 1969/70 | Ed Giacomin    | Carl Brewer • Jacques Laperriere | Frank Mahovlich • Stan Mikita • John McKenzie    |
| 1970/71 | Jacques Plante | Brad Park • Pat Stapleton        | Bobby Hull • Dave Keon • Yvan Cournoyer          |
| 1971/72 | Ken Dryden     | Bill White • Pat Stapleton       | Vic Hadfield • Jean Ratelle • Yvan Cournoyer     |
| 1972/73 | Tony Esposito  | Brad Park • Bill White           | Dennis Hull • Bobby Clarke • Yvan Cournoyer      |
| 1973/74 | Tony Esposito  | Bill White • Barry Ashbee        | Wayne Cashman • Bobby Clarke • Mickey Redmond    |
| 1974/75 | Rogie Vachon   | Guy Lapointe • Börje Salming     | Steve Vickers • Phil Esposito • Rene Robert      |
| 1975/76 | Glenn Resch    | Börje Salming • Guy Lapointe     | Rick Martin • Gilbert Perreault • Reggie Leach   |
| 1976/77 | Rogie Vachon   | Denis Potvin • Guy Lapointe      | Rick Martin • Gilbert Perreault • Lanny McDonald |
| 1977/78 | Don Edwards    | Larry Robinson • Börje Salming   | Steve Shutt • Darryl Sittler • Mike Bossy        |
| 1978/79 | Glenn Resch    | Börje Salming • Serge Savard     | Bill Barber • Marcel Dionne • Mike Bossy         |
| 1979/80 | Don Edwards    | Börje Salming • Jim Schoenfeld   | Steve Shutt • Wayne Gretzky • Danny Gare         |

## V letech 1980–2000

### 1. All-Star Team
| Ročník  | Brankáři           | Obránci                          | Útočníci                                        |
| ------- | ------------------ | -------------------------------- | ----------------------------------------------- |
| 1980/81 | Mike Liut          | Denis Potvin • Randy Carlyle     | Charlie Simmer • Wayne Gretzky • Mike Bossy     |
| 1981/82 | Billy Smith        | Doug Wilson • Ray Bourque        | Mark Messier • Wayne Gretzky • Mike Bossy       |
| 1982/83 | Pete Peeters       | Mark Howe • Rod Langway          | Mark Messier • Wayne Gretzky • Mike Bossy       |
| 1983/84 | Tom Barrasso       | Rod Langway • Ray Bourque        | Michel Goulet • Wayne Gretzky • Mike Bossy      |
| 1984/85 | Pelle Lindbergh    | Paul Coffey • Ray Bourque        | John Ogrodnick • Wayne Gretzky • Jari Kurri     |
| 1985/86 | John Vanbiesbrouck | Paul Coffey • Mark Howe          | Michel Goulet • Wayne Gretzky • Mike Bossy      |
| 1986/87 | Ron Hextall        | Mark Howe • Ray Bourque          | Michel Goulet • Wayne Gretzky • Jari Kurri      |
| 1987/88 | Grant Fuhr         | Ray Bourque • Scott Stevens      | Luc Robitaille • Mario Lemieux • Håkan Loob     |
| 1988/89 | Patrick Roy        | Chris Chelios • Paul Coffey      | Luc Robitaille • Mario Lemieux • Joe Mullen     |
| 1989/90 | Patrick Roy        | Ray Bourque • Al MacInnis        | Luc Robitaille • Mark Messier • Brett Hull      |
| 1990/91 | Ed Belfour         | Ray Bourque • Al MacInnis        | Luc Robitaille • Wayne Gretzky • Brett Hull     |
| 1991/92 | Patrick Roy        | Brian Leetch • Ray Bourque       | Kevin Stevens • Mark Messier • Brett Hull       |
| 1992/93 | Ed Belfour         | Chris Chelios • Ray Bourque      | Luc Robitaille • Mario Lemieux • Teemu Selänne  |
| 1993/94 | Dominik Hašek      | Ray Bourque • Scott Stevens      | Brendan Shanahan • Sergej Fjodorov • Pavel Bure |
| 1994/95 | Dominik Hašek      | Paul Coffey • Chris Chelios      | John LeClair • Eric Lindros • Jaromír Jágr      |
| 1995/96 | Jim Carey          | Chris Chelios • Ray Bourque      | Paul Kariya • Mario Lemieux • Jaromír Jágr      |
| 1996/97 | Dominik Hašek      | Brian Leetch • Sandis Ozoliņš    | Paul Kariya • Mario Lemieux • Teemu Selänne     |
| 1997/98 | Dominik Hašek      | Nicklas Lidström • Rob Blake     | John LeClair • Peter Forsberg • Jaromír Jágr    |
| 1998/99 | Dominik Hašek      | Al MacInnis • Nicklas Lidström   | Paul Kariya • Peter Forsberg • Jaromír Jágr     |
| 1999/00 | Olaf Kölzig        | Chris Pronger • Nicklas Lidström | Brendan Shanahan • Steve Yzerman • Jaromír Jágr |

### 2. All-Star Team
| Ročník  | Brankáři           | Obránci                              | Útočníci                                           |
| ------- | ------------------ | ------------------------------------ | -------------------------------------------------- |
| 1980/81 | Mario Lessard      | Larry Robinson • Ray Bourque         | Bill Barber • Marcel Dionne • Dave Taylor          |
| 1981/82 | Grant Fuhr         | Paul Coffey • Brian Engblom          | John Tonelli • Bryan Trottier • Rick Middleton     |
| 1982/83 | Roland Melanson    | Paul Coffey • Ray Bourque            | Michel Goulet • Denis Savard • Lanny McDonald      |
| 1983/84 | Pat Riggin         | Paul Coffey • Denis Potvin           | Mark Messier • Bryan Trottier • Jari Kurri         |
| 1984/85 | Tom Barrasso       | Rod Langway • Doug Wilson            | John Tonelli • Dale Hawerchuk • Mike Bossy         |
| 1985/86 | Bob Froese         | Larry Robinson • Ray Bourque         | Mats Näslund • Mario Lemieux • Jari Kurri          |
| 1986/87 | Mike Liut          | Larry Murphy • Al MacInnis           | Luc Robitaille • Mario Lemieux • Tim Kerr          |
| 1987/88 | Patrick Roy        | Gary Suter • Brad McCrimmon          | Michel Goulet • Wayne Gretzky • Cam Neely          |
| 1988/89 | Mike Vernon        | Al MacInnis • Ray Bourque            | Gerard Gallant • Wayne Gretzky • Jari Kurri        |
| 1989/90 | Daren Puppa        | Paul Coffey • Doug Wilson            | Brian Bellows • Wayne Gretzky • Cam Neely          |
| 1990/91 | Patrick Roy        | Chris Chelios • Brian Leetch         | Kevin Stevens • Adam Oates • Cam Neely             |
| 1991/92 | Kirk McLean        | Phil Housley • Scott Stevens         | Luc Robitaille • Mario Lemieux • Mark Recchi       |
| 1992/93 | Tom Barrasso       | Larry Murphy • Al Iafrate            | Kevin Stevens • Pat LaFontaine • Alexandr Mogilnyj |
| 1993/94 | John Vanbiesbrouck | Al MacInnis • Brian Leetch           | Adam Graves • Wayne Gretzky • Cam Neely            |
| 1994/95 | Ed Belfour         | Ray Bourque • Larry Murphy           | Keith Tkachuk • Alexej Žamnov • Theoren Fleury     |
| 1995/96 | Chris Osgood       | Vladimir Konstantinov • Brian Leetch | John LeClair • Eric Lindros • Alexandr Mogilnyj    |
| 1996/97 | Martin Brodeur     | Chris Chelios • Scott Stevens        | John LeClair • Wayne Gretzky • Jaromír Jágr        |
| 1997/98 | Martin Brodeur     | Chris Pronger • Scott Niedermayer    | Keith Tkachuk • Wayne Gretzky • Teemu Selänne      |
| 1998/99 | Byron Dafoe        | Ray Bourque • Éric Desjardins        | John LeClair • Alexej Jašin • Teemu Selänne        |
| 1999/00 | Roman Turek        | Rob Blake • Éric Desjardins          | Paul Kariya • Mike Modano • Pavel Bure             |

## V letech 2000–2023

### 1. All-Star Team
| Ročník  | Brankáři           | Obránci                              | Útočníci                                            |
| ------- | ------------------ | ------------------------------------ | --------------------------------------------------- |
| 2000/01 | Dominik Hašek      | Nicklas Lidström • Ray Bourque       | Patrik Eliáš • Joe Sakic • Jaromír Jágr             |
| 2001/02 | Patrick Roy        | Nicklas Lidström • Chris Chelios     | Markus Näslund • Joe Sakic • Jarome Iginla          |
| 2002/03 | Martin Brodeur     | Nicklas Lidström • Al MacInnis       | Markus Näslund • Peter Forsberg • Todd Bertuzzi     |
| 2003/04 | Martin Brodeur     | Scott Niedermayer • Zdeno Chára      | Markus Näslund • Joe Sakic • Martin St. Louis       |
| 2004/05 | nehrálo se         | nehrálo se                           | nehrálo se                                          |
| 2005/06 | Miikka Kiprusoff   | Nicklas Lidström • Scott Niedermayer | Alexandr Ovečkin • Joe Thornton • Jaromír Jágr      |
| 2006/07 | Martin Brodeur     | Nicklas Lidström • Scott Niedermayer | Alexandr Ovečkin • Sidney Crosby • Dany Heatley     |
| 2007/08 | Jevgenij Nabokov   | Nicklas Lidström • Dion Phaneuf      | Alexandr Ovečkin • Jevgenij Malkin • Jarome Iginla  |
| 2008/09 | Tim Thomas         | Mike Green • Zdeno Chára             | Alexandr Ovečkin • Jevgenij Malkin • Jarome Iginla  |
| 2009/10 | Ryan Miller        | Mike Green • Duncan Keith            | Alexandr Ovečkin • Henrik Sedin • Patrick Kane      |
| 2010/11 | Tim Thomas         | Nicklas Lidström • Shea Weber        | Daniel Sedin • Henrik Sedin • Corey Perry           |
| 2011/12 | Henrik Lundqvist   | Erik Karlsson • Shea Weber           | James Neal • Jevgenij Malkin • Ilja Kovalčuk        |
| 2012/13 | Sergej Bobrovskij  | P. K. Subban • Ryan Suter            | Alexandr Ovečkin • Sidney Crosby • Chris Kunitz     |
| 2013/14 | Tuukka Rask        | Duncan Keith • Zdeno Chára           | Corey Perry • Sidney Crosby • Jamie Benn            |
| 2014/15 | Carey Price        | Erik Karlsson • P. K. Subban         | Alexandr Ovečkin • John Tavares • Jakub Voráček     |
| 2015/16 | Braden Holtby      | Erik Karlsson • Drew Doughty         | Jamie Benn • Sidney Crosby • Patrick Kane           |
| 2016/17 | Sergej Bobrovskij  | Brent Burns • Erik Karlsson          | Brad Marchand • Connor McDavid • Patrick Kane       |
| 2017/18 | Pekka Rinne        | Victor Hedman • Drew Doughty         | Taylor Hall • Connor McDavid • Nikita Kučerov       |
| 2018/19 | Andrej Vasilevskij | Brent Burns • Mark Giordano          | Alexandr Ovečkin • Connor McDavid • Nikita Kučerov  |
| 2019/20 | Connor Hellebuyck  | Roman Josi • John Carlson            | David Pastrňák • Leon Draisaitl • Artěmij Panarin   |
| 2020/21 | Andrej Vasilevskij | Adam Fox • Cale Makar                | Brad Marchand • Connor McDavid • Mitch Marner       |
| 2021/22 | Igor Šesťorkin     | Roman Josi • Cale Makar              | Johnny Gaudreau • Auston Matthews • Mitch Marner    |
| 2022/23 | Linus Ullmark      | Erik Karlsson • Adam Fox             | Connor McDavid • Jason Robertson • David Pastrňák   |
| 2023/24 | Connor Hellebuyck  | Roman Josi • Quinn Hughes            | Nikita Kučerov • Artěmij Panarin • Nathan MacKinnon |
| 2024/25 | Connor Hellebuyck  | Cale Makar • Zach Werenski           | Kyle Connor • Nathan MacKinnon • Nikita Kučerov     |

Zdroj: https://www.idnes.cz/hokej/nhl/ceny.A220622_060005_nhl_rou

### 2. All-Star Team
| Ročník  | Brankáři           | Obránci                           | Útočníci                                              |
| ------- | ------------------ | --------------------------------- | ----------------------------------------------------- |
| 2000/01 | Roman Čechmánek    | Rob Blake • Scott Stevens         | Luc Robitaille • Mario Lemieux • Pavel Bure           |
| 2001/02 | José Théodore      | Rob Blake • Sergej Gončar         | Brendan Shanahan • Mats Sundin • Bill Guerin          |
| 2002/03 | Marty Turco        | Sergej Gončar • Derian Hatcher    | Paul Kariya • Joe Thornton • Milan Hejduk             |
| 2003/04 | Roberto Luongo     | Chris Pronger • Bryan McCabe      | Ilja Kovalčuk • Mats Sundin • Jarome Iginla           |
| 2004/05 | nehrálo se         | nehrálo se                        | nehrálo se                                            |
| 2005/06 | Martin Brodeur     | Zdeno Chára • Sergej Zubov        | Dany Heatley • Eric Staal • Daniel Alfredsson         |
| 2006/07 | Roberto Luongo     | Chris Pronger • Dan Boyle         | Thomas Vanek • Vincent Lecavalier • Martin St. Louis  |
| 2007/08 | Martin Brodeur     | Brian Campbell • Zdeno Chára      | Henrik Zetterberg • Joe Thornton • Alexej Kovaljov    |
| 2008/09 | Steve Mason        | Nicklas Lidström • Dan Boyle      | Zach Parise • Pavel Dacjuk • Marián Hossa             |
| 2009/10 | Ilja Bryzgalov     | Nicklas Lidström • Drew Doughty   | Daniel Sedin • Sidney Crosby • Martin St. Louis       |
| 2010/11 | Pekka Rinne        | Zdeno Chára • Ľubomír Višňovský   | Alexandr Ovečkin • Steven Stamkos • Martin St. Louis  |
| 2011/12 | Jonathan Quick     | Zdeno Chára • Alex Pietrangelo    | Steven Stamkos • Marián Gáborík • Ray Whitney         |
| 2012/13 | Henrik Lundqvist   | Francois Beauchemin • Kris Letang | Martin St. Louis • Jonathan Toews • Alexandr Ovečkin  |
| 2013/14 | Semjon Varlamov    | Shea Weber • Alex Pietrangelo     | Joe Pavelski • Ryan Getzlaf • Alexandr Ovečkin        |
| 2014/15 | Devan Dubnyk       | Shea Weber • Drew Doughty         | Jamie Benn • Sidney Crosby • Vladimir Tarasenko       |
| 2015/16 | Ben Bishop         | Brent Burns • Kris Letang         | Alexandr Ovečkin • Joe Thornton • Vladimir Tarasenko  |
| 2016/17 | Braden Holtby      | Victor Hedman • Duncan Keith      | Artěmij Panarin • Sidney Crosby • Nikita Kučerov      |
| 2017/18 | Connor Hellebuyck  | P. K. Subban • Seth Jones         | Claude Giroux • Nathan MacKinnon • Blake Wheeler      |
| 2018/19 | Ben Bishop         | John Carlson • Victor Hedman      | Brad Marchand • Sidney Crosby • Patrick Kane          |
| 2019/20 | Tuukka Rask        | Victor Hedman • Alex Pietrangelo  | Nikita Kučerov • Nathan MacKinnon • Brad Marchand     |
| 2020/21 | Marc-André Fleury  | Victor Hedman • Dougie Hamilton   | Jonathan Huberdeau • Auston Matthews • Mikko Rantanen |
| 2021/22 | Jacob Markström    | Victor Hedman • Charlie McAvoy    | Matthew Tkachuk • Connor McDavid • Jonathan Huberdeau |
| 2022/23 | Ilja Sorokin       | Cale Makar • Hampus Lindholm      | Leon Draisaitl • Artěmij Panarin • Matthew Tkachuk    |
| 2023/24 | Thatcher Demko     | Adam Fox • Cale Makar             | David Pastrňák • Filip Forsberg • Connor McDavid      |
| 2024/25 | Andrej Vasilevskij | Victor Hedman • Quinn Hughes      | Brandon Hagel • Leon Draisaitl • David Pastrňák       |